# 11e cérémonie des European Film Awards
La 11e cérémonie des prix du cinéma européen (11th European Film Awards), organisée par l'Académie européenne du cinéma, a eu lieu à Londres le 4 décembre 1998 et a récompensé les films réalisés dans l'année.

## Palmarès

### Meilleur film
La vie est belle
- My Name Is Joe
- Le Garçon boucher
- La Vie rêvée des anges
- En chair et en os
- Cours, Lola, cours
- Festen

### Meilleur acteur
Roberto Benigni - La vie est belle
- Peter Mullan - My Name Is Joe
- Javier Bardem -  En chair et en os
- Ulrich Thomsen - Festen

### Meilleure actrice
Élodie Bouchez et Natacha Régnier - La Vie rêvée des anges
- Annet Malherbe - Le P'tit Tony
- Dinara Droukarova - Des monstres et des hommes

### Meilleur scénariste
Peter Howitt - Pile et Face

### Meilleur directeur de la photographie
Adrian Biddle - Le Garçon boucher

### Discovery of the Year
- ex æquo : Festen de Thomas Vinterberg et La Vie rêvée des anges d'Érick Zonca